# The Greatest X
Albums de Reks
Eyes Watching God
(2014,)
The Greatest X (prononcé The Greatest Unkown) est le dixième album studio de Reks, sorti le 9 septembre 2016.

## Liste des titres
| 1.  | The Greatest Intro                                                  | The S.U.I.C.I.D.E. S.Q.U.A.D. | 1:28 |
| 2.  | A.N.O.N.Y.M.O.U.S.                                                  | Statik Selektah               | 2:30 |
| 3.  | Hands Up (Wink Wink)                                                | StreetRunner                  | 2:33 |
| 4.  | Jump Shots (featuring Statik Selektah)                              | Buckwild                      | 4:14 |
| 5.  | Plane Gang (featuring Akrobatik, Edo. G, Termanology et DJ Deadeye) | The Audible Doctor            | 3:46 |
| 6.  | The Greatest (featuring Jared Evan)                                 | The Arcitype                  | 4:04 |
| 7.  | Surrounded (featuring Dutch Rebelle, Alias and EzDread)             | The Arcitype                  | 3:52 |
| 8.  | Liberation                                                          | Black Milk                    | 3:24 |
| 9.  | Gone Baby Gone                                                      | Large Professor               | 2:52 |
| 10. | The Recipe (featuring DJ Kerosene)                                  | Nottz                         | 2:34 |
| 11. | Unknown                                                             | Nottz                         | 3:08 |
| 12. | B.E.E.F. (featuring N.B.S.)                                         | 75 Crates                     | 3:18 |
| 13. | LL Cool J                                                           | The Audible Doctor            | 2:28 |
| 14. | Good Women, Thot Bitches (featuring Termanology)                    | Billy Loman                   | 3:39 |
| 15. | The Promise                                                         | Jon Glass, Vinyl Villain      | 3:17 |
| 16. | Pray for Me: The Genocide Note                                      | Statik Selektah               | 3:04 |
| 17. | My Dark Skin (Revisited)                                            | The Audible Doctor            | 2:29 |
| 18. | Benjamin Button                                                     | Rain                          | 3:15 |

| 1.  | Impression, Sunrise | MoSS, Pro Logic    | 3:15 |
| 2.  | EgoTrippen (featuring DJ Heron)                                                                                                | Evidence           | 3:58 |
| 3.  | Bitch Slap (featuring R.A. the Rugged Man)                                                                                     | The Arcitype       | 4:08 |
| 4.  | Kites | The Alchemist      | 3:37 |
| 5.  | Future Kings (featuring Cassius the 5th)                                                                                       | Apollo Brown       | 3:39 |
| 6.  | H.I.P.H.O.P. | Apollo Brown       | 2:50 |
| 7.  | Final Four 2 (featuring Ea$y Money, Planet Asia, Rasco, Reef the Lost Cauze, King Magnetic, Phat Kat, Guilty Simpson et DJ 7L) | The Audible Doctor | 5:38 |
| 8.  | Eye in the Sky (featuring No Doz et Ripshop)                                                                                   | The Audible Doctor | 3:45 |
| 9.  | Loud (featuring Lucky Dice) | Numonics           | 4:14 |
| 10. | Massachusetts (featuring Mr. Fritz et Lucky Dice)                                                                              | Numonics           | 4:03 |
| 11. | Twenty4Seven3SixFive | B.C. Einstein      | 3:22 |
| 12. | 1980 (featuring Jaysaun et TriState)                                                                                           | The Audible Doctor | 3:34 |
| 13. | Cigarettes 2 (featuring ColdShold)                                                                                             | Relentless         | 3:53 |
| 14. | Intuition | J57                | 2:48 |
| 15. | Worldview (featuring Supnate et Moe Pope)                                                                                      | Shortfyuz          | 4:07 |
| 16. | Back Home (featuring Spnda, Bakari J.B. et Kay-R)                                                                              | Shortfyuz          | 3:48 |
| 17. | Yesterday/Today/Tomorrow | Hazardis Soundz    | 4:49 |